# Chefarzt Dr. Westphall
Chefarzt Dr. Westphall (Originaltitel: St. Elsewhere, deutsch: Sankt Sonstwo) ist eine US-amerikanische Fernsehserie über das fiktive St.-Eligius-Krankenhaus in einem dem Verfall preisgegebenen Stadtteil im Bostoner Süden.

## Handlung
Für die meisten Mitarbeiter des St. Eligius-Krankenhauses ist Dr. Westphall eher Vaterfigur als Vorgesetzter.
Mehrere Handlungsstränge ziehen sich parallel durch verschiedene der einstündigen Serienfolgen. Im Gegensatz zu anderen Arztserien wurden immer wieder komische und makabere Elemente in die Handlung eingefügt. Gelegentlich gab es auch Anspielungen auf aktuelle Filme und Serien; im englischsprachigen Original berief man sich beispielsweise immer wieder auf Ärzte anderer Serien.
Im Finale der Serie wurden alle Ereignisse als Tagträume von Dr. Westphalls Sohn Tommy (Chad Allen) dargestellt, der Autist ist.

### Nebenfiguren
Die Serie wies eine große Anzahl von Gaststars auf, für die die Auftritte zum Teil Ausgangspunkt für ihre spätere Karriere waren: Tim Robbins, Edward Herrmann,  Eric Stoltz, Pauly Shore, Rafael Campos, Ray Charles, Geraldine Fitzgerald,  Tom Hulce, Jane Kaczmarek, Lainie Kazan, Jayne Meadows, Laraine Newman, James Coco, Doris Roberts, Piper Laurie, Alan Arkin,  Robert Davi, Christopher Guest, Lance Guest, Ray Liotta, Betty White, Michael Madsen, Ernie Hudson, Kate Mulgrew, Kathy Bates, John Astin, Michael Richards, Austin Pendleton, Blythe Danner, Michael Dukakis.

## Hintergrund
Die Serie wurde in den USA auf NBC zwischen Oktober 1982 und August 1988 wöchentlich im Abendprogramm ausgestrahlt. In Deutschland sendete RTL plus die Serie ab dem 6. Januar 1991, sie wechselte während der Ausstrahlung der 4. Staffel zum Schwestersender RTL 2.
Die Serie war 1983 die erste im US-amerikanischen Fernsehen, in der das Leiden eines AIDS-Patienten dargestellt wurde.
Mit St. Elsewhere werden von der US-amerikanischen Pharmaindustrie solche Krankenhäuser bezeichnet, die mit geringen finanziellen Mitteln für die Grundversorgung der vorwiegend armen Bevölkerung zuständig sind.
In der Serie wurden die Erlebnisse des Arztes Lance Luria verarbeitet. Dieser ist ein Freund des Miterfinders der Serie Joshua Brand. Von Brand und Falsey stammt auch die Serie Ausgerechnet Alaska, die ebenfalls auf Erlebnisse von Luria zurückgreift.

## Auszeichnungen
Eine detaillierte Auflistung findet sich unter
Awards in der IMDb.

### Emmy
- 1983: Outstanding Lead Actor in a Drama Series Ed Flanders
- 1983: Outstanding Supporting Actor in a Drama Series James Coco für die Folge „Cora and Arnie“
- 1983: Outstanding Supporting Actress in a Drama Series Doris Roberts für die Folge „Cora and Arnie“.
- 1984: Outstanding Writing in a Drama Series John Ford Noonan, John Masius, Tom Fontana für die Folge „The Women“.
- 1985: Outstanding Lead Actor in a Drama Series William Daniels
- 1986: Outstanding Lead Actor in a Drama Series William Daniels
- 1986: Outstanding Supporting Actress in a Drama Series Bonnie Bartlett
- 1986: Outstanding Achievement in Costuming for a Series Susan Smith, Robert M. Moore, Charles Drayman, Anne Winsor, Kathy O’Rear für die Doppelfolge „Time Heals“
- 1986: Outstanding Art Direction for a Series Jacqueline Webber, Norman Rockett für „Time Heals“
- 1986: Outstanding Sound Mixing for a Drama Series William Gazecki, Andy MacDonald, Bill Nicholson, Blake Wilcox für „Time Heals“
- 1986: Outstanding Writing in a Drama Series Tom Fontana, John Tinker, John Masius für „Time Heals“
- 1987: Outstanding Supporting Actress in a Drama Series Bonnie Bartlett
- 1988: Outstanding Directing in a Drama Series Mark Tinker für die Folge „Weigh In, Way Out“.

### Golden Globe
- 1985: nominiert Best TV-Series – Drama
- 1986: nominiert Best TV-Series – Drama
- 1986: nominiert Best Performance by an Actor in a Supporting Role in a Series, Mini-Series or Motion Picture Made for TV Ed Begley Jr.
- 1987: nominiert Best TV-Series – Drama
- 1988: nominiert Best TV-Series – Drama